# Стейнг'єр (футбольний клуб)
«Стейнх'єр» (норв. Steinkjer Fotballklubb) — професіональний норвезький футбольний клуб з однойменного міста, заснований у 1910 році. Виступає в жовтих футболках та чорних шортах. 

## Історія
До 1921 року мав назву ФК «Стейнх'єр» й на перших порах функціонувала лише футбольна команда, в якій виступали суднобудівники місцевої верфі. Проте згодом у ньому з'явилися й інші спортивні секції, тому було змінено назву на «Стейнх'єр Ідреттс Фотбаллклубб». Проте й після зміни назви футбол продовжував знаходитися на провідних ролях у клубі. До 1959-их років СІФК дуже рідко брав участь у національних футбольних змаганнях. Мешканець Левангера Гуннар Дібвад був найвідомішим гравцем тієї команди, він же став першим гравцем з території північніше Тронгейма, який у 1951 році одягнув футболку національної збірної Норвегії.
Навесні 1961 року «Стейнх'єр» викрав окружний чемпіонат й боровся за національне чемпіонство з найсильнішими футбольними клубами Норвегії. У чемпіонському протистоянні у Першому дивізіоні сезону 1961/62 років «Стейнх'єр» виборов срібні медалі, набравши 41 очко, як і «Фредрікстад», але випередив свого конкурента завдяки кращим показникам «чесної гри». В тому сезоні переможцем норвезького чемпіонату з 46-ма набраними очками став «Бранн». Восени 1961 року СІФК також зіграв у півфіналі кубку Норвегії. Це досягнення стало найкращим в історії, до цього клуб виступав лише в 1/4 фіналу національного кубку. В той же час Едгар Стакс, Єнс Розенлунд, Олав Гакон Бленгслі та Арне Котте отримали виклик до складу національної збірної Норвегії.
Однак в 1963 році клуб посів останнє місце в Першому дивізіоні й відмовився від об'єднання з «Євік/Люн». У другій половині 1960-х та в 1970-х років неодноразово змагався в плей-оф Другого дивізіону за право підвищення в класі, допоки в 1978 році не зміг вибороти путівку до еліти норвезького футболу.
Востаннє «Стейнх'єр» у вищому дивізіоні норвезького футболу виступав у сезоні 1979 року, проте посів останнє місце й понизився в класі. Такі гравці як Даг Роар Аустмо, Гер Єнсгюс, Фін Рой Вадал, Тор Бревік та Йоар Вадал були провідними футболістами команди до 1980 року. 9 березня 1988 року спортивні секції клубу стали самостійними командами, в тому числі й футбольна секція, яка тепер повернула собі назву ФК «Стейнх'єр».
У сезонах 1961, 1970, 1976, 1977 та 1983 років доходив до півфіналу національного кубку.
З 1987 року виступає в третьому та четвертому за силою дивізіонах норвезького чемпіонату.

## Досягнення
- Елітесеріен
  -  Срібний призер (1): 1961/62

- Кубок Норвегії
  - 1/2 фіналу (5): 1961, 1970, 1976, 1977, 1983

## Статистика виступів
| Сезон |            | Міс. | Іг. | В  | Н | П  | ЗМ  | ПМ  | О  | Кубок                        | Примітки             |
| ----- | ---------- | ---- | --- | -- | - | -- | --- | --- | -- | ---------------------------- | -------------------- |
| 2006  | Дивізіон 2 | 9    | 26  | 11 | 3 | 12 | 56  | 59  | 36 | Другий раунд                 |                      |
| 2007  | Дивізіон 2 | 11   | 26  | 9  | 3 | 14 | 49  | 75  | 30 | Другий раунд                 |                      |
| 2008  | Дивізіон 2 | 11   | 26  | 10 | 1 | 15 | 56  | 68  | 31 | Другий раунд                 |                      |
| 2009  | Дивізіон 2 | 12   | 26  | 8  | 5 | 13 | 47  | 70  | 29 | Другий раунд                 |                      |
| 2010  | Дивізіон 2 | 9    | 26  | 9  | 4 | 13 | 40  | 56  | 31 | Другий раунд                 |                      |
| 2011  | Дивізіон 2 | 14   | 26  | 3  | 2 | 21 | 43  | 106 | 11 | Перший раунд                 | Виліт до Дивізіону 3 |
| 2012  | Дивізіон 3 | 5    | 26  | 12 | 6 | 8  | 56  | 44  | 42 | Другий кваліфікаційний раунд |                      |
| 2013  | Дивізіон 3 | 7    | 26  | 11 | 4 | 11 | 70  | 66  | 37 | Перший раунд                 |                      |
| 2014  | Дивізіон 3 | 4    | 26  | 14 | 5 | 7  | 72  | 40  | 47 | Перший раунд                 |                      |
| 2015  | Дивізіон 3 | 3    | 26  | 19 | 1 | 6  | 108 | 35  | 58 | Другий кваліфікаційний раунд |                      |
| 2016  | Дивізіон 3 | 3    | 26  | 17 | 2 | 7  | 99  | 46  | 53 | Другий кваліфікаційний раунд |                      |
| 2017  | Дивізіон 3 | 3    | 26  | 12 | 4 | 10 | 65  | 61  | 40 | Перший раунд                 |                      |

## Стадіон
Перший клубний стадіон знаходився поряд з цвинтарем. У 1922 року у клубу з'явився новий стадіон. 29 червня 1952 року здали в експлуатацію «Гулльбергеунет» (Guldbergaunet stadion). Першим суперником на новому стадіоні став австрійський «Вінер Шпорт-Клуб». Рекорд відвідуваності стадіону було встановлено у 1970 році у матчі 1/2 фіналу кубка Норвегії проти «Люна» (13 997 гладачів). У травні 2003 року на стадіоні було покладено штучний газон.

## Відомі тренери
Протягом своєї історії «Стейнх'єр» тренували двоє британців, Білл Фоулкс та Тоні Данн. Напередодні початку сезону 2013 року Одда Ейнара Фоссума було замінено на Олава Растада, який у 2012 році працював у його тренерському штабі. А помічником Олава в його тренерському штабі став інший легендарний для «Стейнх'єра» футболіст, К'єл Фіск.